# Dixmont, Yonne
Dixmont là một xã của Pháp,tọa lạc ở tỉnh Yonne trong vùng Bourgogne.
Dixmont có cự ly khoảng 15 km về phía đông nam của Sens và cách Joigny 14 km.

## Thông tin nhân khẩu
| Năm | 1962 | 1968 | 1975 | 1982 | 1990 | 1999 | 2000 |
| --- | ---- | ---- | ---- | ---- | ---- | ---- | ---- |
| Dân số | 556  | 618  | 539  | 584  | 662  | 807  | 820  |
| From the year 1962 on: No double counting—residents of multiple communes (e.g. students and military personnel) are counted only once. |      |      |      |      |      |      |      |